# Johann Friedrich Böhmer
Johann Friedrich Böhmer (22 de abril de 1795 - 22 de octubre de 1863) fue un historiador alemán. Su principal trabajo fue recoger y recopilar cartas y otros documentos imperiales de la Edad Media.

## Biografía
Böhmer nació en Fráncfort del Meno como el hijo del funcionario del Palatino Karl Ludwig Böhmer. Educado en las universidades de Heidelberg y Göttingen , mostró interés por el arte y visitó Italia; pero volviendo a Fráncfort volvió su atención al estudio de la historia, y se convirtió en secretario de la Gesellschaft für ältere deutsche Geschichtskunde. También fue archivero y luego bibliotecario de la ciudad de Frankfurt.
Böhmer tenía una gran aversión hacia Prusia y la fe protestante, y un afecto correspondiente para Austria y la Iglesia católica, a la cual, sin embargo, no pertenecía. Su sentido crítico era, quizá, algo deformado; pero sus investigaciones son de gran valor para los estudiantes. Murió virgen.

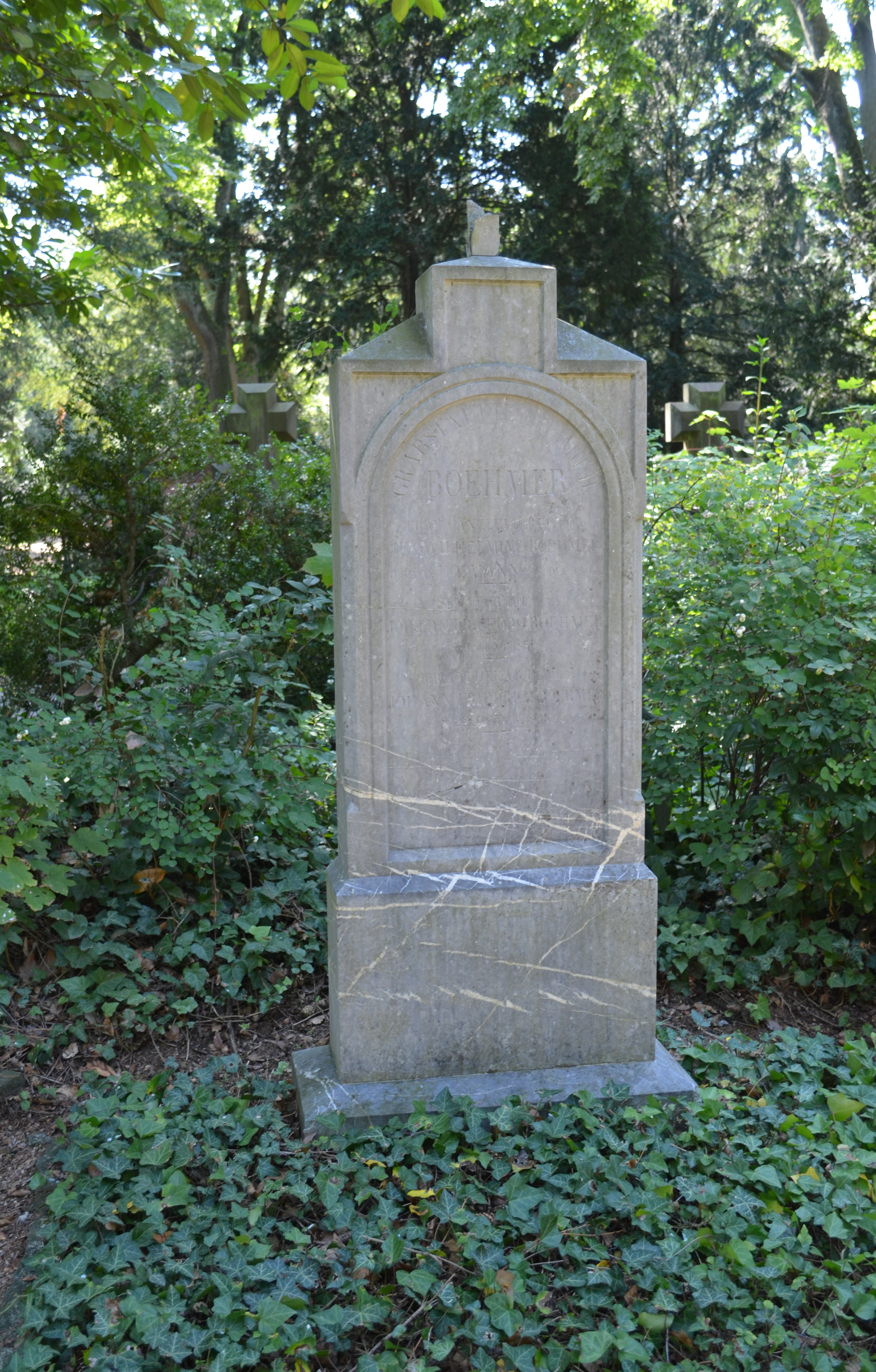
Tumba en honor a Johann Friedrich Böhmer